# 이광연 (아나운서)
이광연(1977년 7월 27일 ~ )은 대한민국 YTN의 아나운서,기자이다.

## 학력
- 성균관대학교 의상학·신문방송학 학사